# Emmett Berry
Emmett Berry (* 23. Juli 1915  in Macon in Georgia; † 22. Juni 1992 in Cleveland (Ohio)) war ein US-amerikanischer Jazz-Trompeter.
Berry war das älteste von drei Kindern eines Fabrikarbeiters und studierte nach dem Umzug nach Cleveland zunächst klassische Trompete, wechselte aber mit 18 Jahren zum Jazz und begann in lokalen Bands zu spielen. 1932 tourte er mit den „Chicago Nightingales“ von Frank Terry. Er zog nach New York City, wo er 1936 Mitglied der Bigband von Fletcher Henderson wurde, bei dem er Roy Eldridge als Solist ersetzte. Drei Jahre später trat er  – als Fletcher Henderson seine Band auflöste und Arrangeur von Benny Goodman wurde – kurz der Band von dessen Bruder Horace Henderson bei und danach der von Earl Hines. Ab 1941 spielte er im Sextett von Teddy Wilson, in dem er 1941/2 auch in mehreren Aufnahmen Billie Holiday begleitete. Danach spielte er in den 1940er Jahren in einer von Raymond Scott geleiteten CBS Studio-Band (u. a. mit Ben Webster), in den Bands von Lucky Millinder (1942), Lionel Hampton (1943/44), dem John-Kirby-Sextett, mit dem Pianisten Eddie Heywood und mit Roy Eldridge in dessen „Little Jazz Trumpet Ensemble“. 1945 trat er der Count Basie Band bei, mit dem er über 10 Jahre verbunden blieb; 1947 nahm er auch mit dessen Small-Group Ensembles auf. Als Basie die Bigband 1950 auflöste, arbeitete Berry zwischenzeitlich als Fahrstuhlführer, spielte mit dem Blues-Sänger Jimmy Rushing und mit Buck Clayton;1951 trat er der aus Ellington-Musikern gebildeten Band von Johnny Hodges bei. In den 1950er Jahren spielte er außerdem u. a. mit Sammy Price (Tournee in Frankreich und Nordafrika 1956) und Cootie Williams. 1957 spielte er mit einer Fletcher Henderson Reunion-Band und war in der legendären CBS-Fernsehsendung „The Sound of Jazz“ zu hören. 1959 und 1961 tourte er wieder mit Buck Clayton. In den 1960er Jahren spielte er mit Dixieland-Musikern wie Wilbur de Paris und Peanuts Hucko. 1970 setzte er sich aus Gesundheitsgründen in Cleveland zur Ruhe.
Berry arbeitete meist als (begehrter) Sideman, nahm aber auch 1944 unter eigenem Namen mit den  „Emmett Berry Five“ auf, u. a. mit Don Byas.